# Soljanka

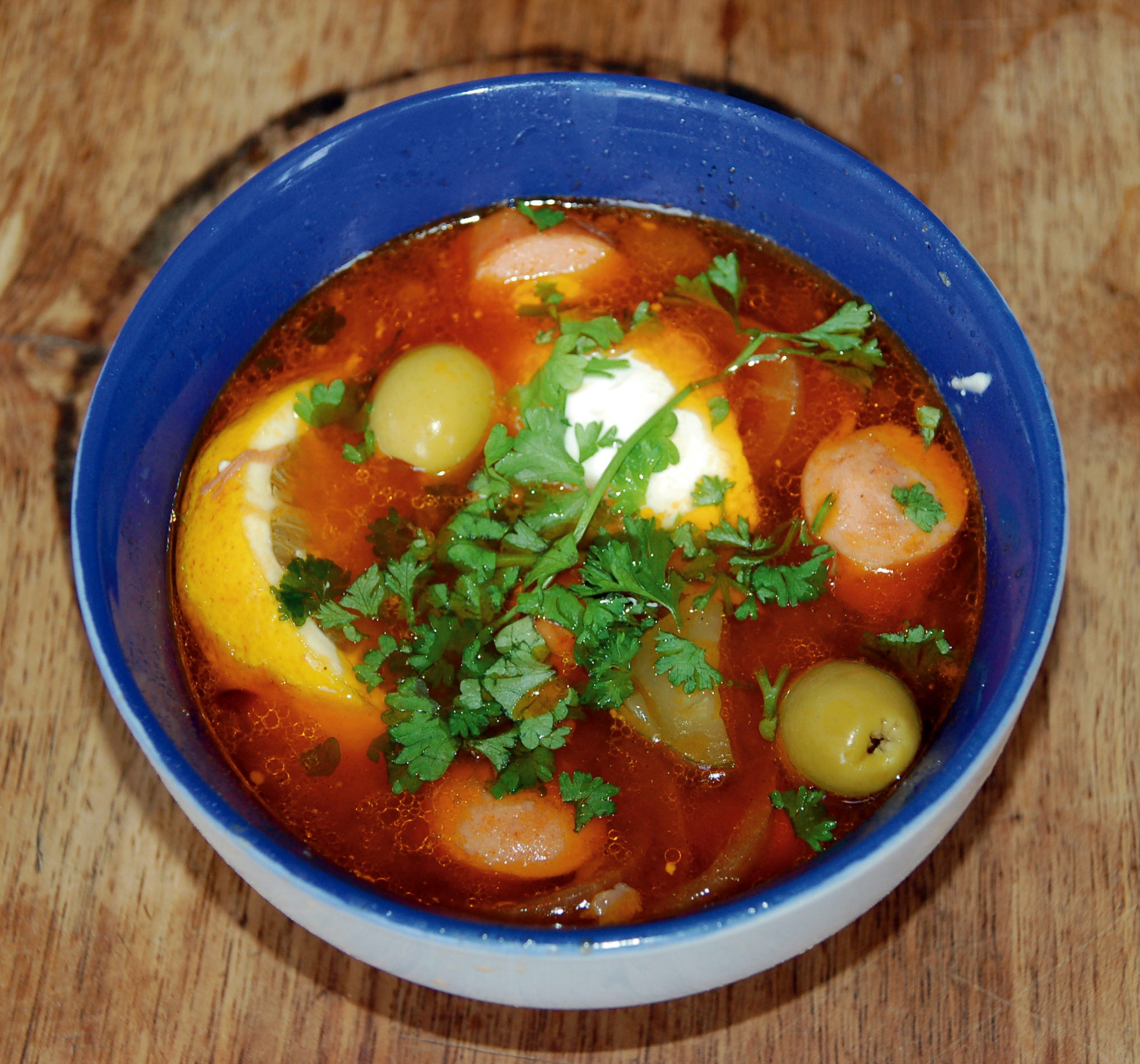
Soljanka mit Oliven

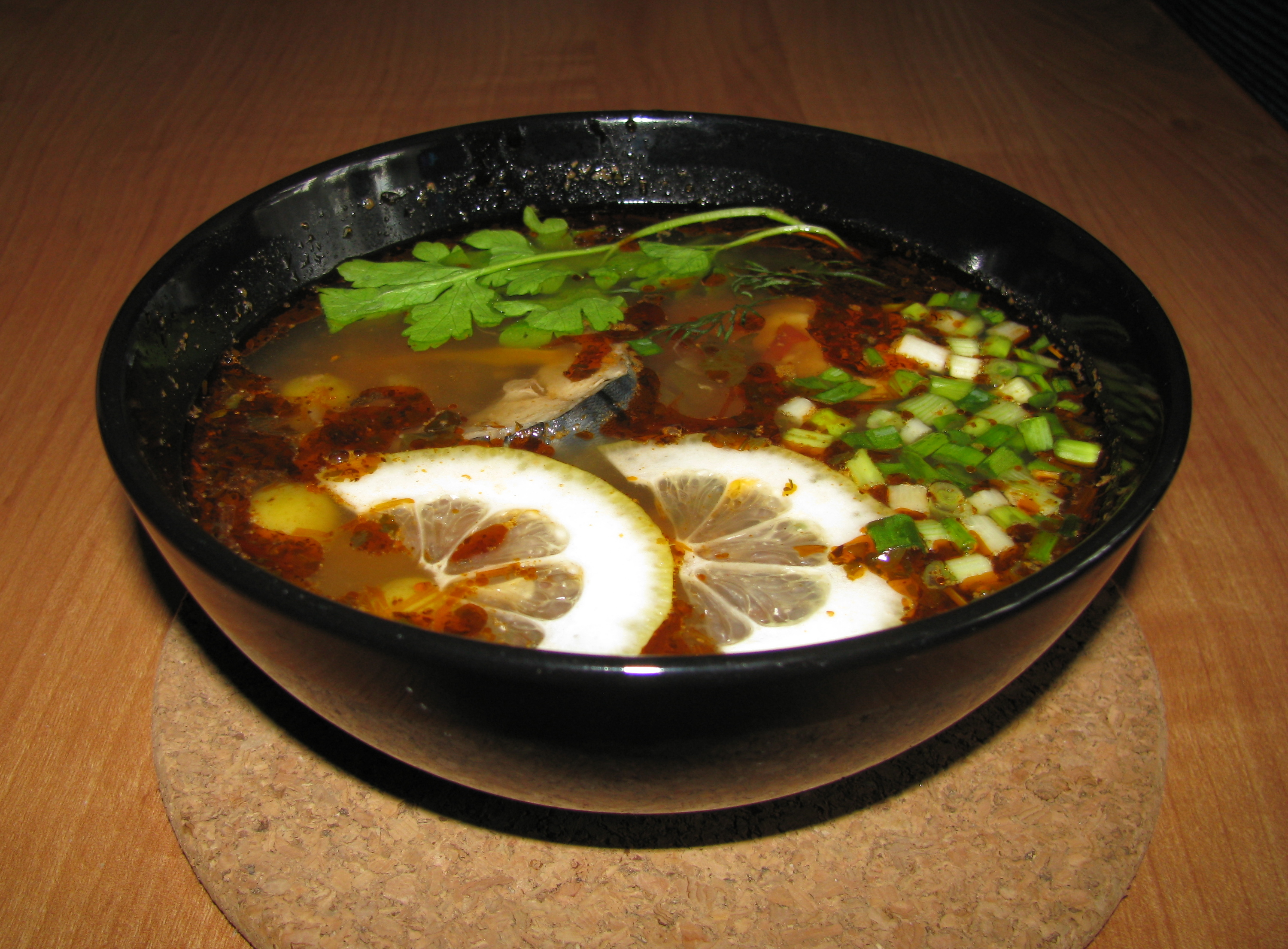
Fischsoljanka

Soljanka (russisch солянка [sɐˈlʲankə]) ist eine säuerlich-scharfe Suppe der osteuropäischen Küche sowie der DDR-Küche. Bei der Soljanka werden Schtschi (Kraut, saure Sahne) und Rassolnik (Fleischbrühe mit Salzgurken und Gurkenlake) vereinigt; die Verwendung von Essig statt Gurkenlake gilt als „schlechte Küche“. Flüssige und feste Bestandteile der Suppe werden getrennt zubereitet und erst wenige Minuten vor dem Servieren vereint.

## Etymologie
In der russischen Sprache wurde die Soljanka zunächst bis zum Ende des 19. Jahrhunderts seljanka genannt, abgeleitet von сельский (sel'skij) „ländlich, vom Land“ bzw. село (selo) „Dorf“, und bezeichnete zunächst sehr unterschiedliche ländliche Gerichte, wie heiße Suppe mit Fleisch oder Fisch, Kohl, Gurken, Zwiebeln, bis hin zu Brot mit Eiern. Die Benennung änderte sich zu „Soljanka“, weil schließlich zahlreiche Salzprodukte (соль (sol) „Salz“) zur Zubereitung verwendet wurden. Die genaue Etymologie ist umstritten. Außer der Bezeichnung änderten sich auch die Rezepte. In Kochbüchern des 18. Jahrhunderts wurde als „Seljanka“ nur Fischsoljanka beschrieben. Der Charakter der Soljanka änderte sich grundsätzlich, als Tomaten beziehungsweise Tomatenmark mit zur Zubereitung verwendet wurden. Sie wurde oft traditionell als Hochzeitssuppe zubereitet, damit die neuen Eheleute „zusammen ankommen“.
Als Besonderheit der russischen Küche wird in der ersten Auflage des „Lexikon der Küche“ (Wien 1907, S. 40) eine Bouillon mit einer Einlage von nudelig geschnittenem Schinken, Sauerkraut sowie Kerbelkraut als ‚Selianka‘ beschrieben. In späteren Ausgaben dieses Lexikons hat man dies durch ‚Soljanka‘ ersetzt.

## Zubereitung
Man unterscheidet heute im Wesentlichen drei Arten, je nachdem, ob Fleisch, Fisch oder Pilze die vorherrschenden Zutaten sind. Gemeinsam ist allen, dass sie mit sauer eingelegtem Gemüse wie Gewürz- und Salzgurken, Mixed Pickles oder Pilzen zubereitet werden.
Zur Zubereitung werden zum Beispiel Schinken oder Speck mit Zwiebeln angebraten. Dazu kommen Streifen von Gemüse und gebratenem Fleisch, seltener Wurst, sowie Tomatenmark. Anschließend wird mit Fleischbrühe bzw. Fischfond und je nach Rezept noch Salzgurkenlake aufgefüllt. Nach kurzer Kochzeit wird die Suppe mit Salz, Pfeffer und seltener Paprika sowie frischen Kräutern, wie Dill, Petersilie und Sellerie, abgeschmeckt. Bei der Fischsoljanka werden statt Fleisch Süßwasserfische und eventuell Flusskrebse verwendet; bei der Pilzsoljanka – neben Pilzen – frisches Gemüse, wie Weißkohl und Karotten, sowie Kartoffeln. Kurz vor dem Verzehr wird die Suppe mit Zitrone und saurer Sahne abgeschmeckt. Kapern und Oliven sind mögliche Zugaben.

## Verbreitung
Entgegen der breiten Meinung ist die Soljanka traditionell in der ukrainischen, belarussischen sowie in der baltischen Küche anzutreffen. Soljanka ist heute auch in vielen weiteren osteuropäischen Ländern bekannt. In Deutschland ist die Suppe besonders in den ostdeutschen Bundesländern verbreitet, da Soljanka zu den beliebtesten Eintöpfen in der DDR-Gastronomie gehörte. Sie wurde dort hauptsächlich als gehaltvolle Suppe serviert. In Mecklenburg-Vorpommern wurde, neben der traditionellen Soljanka, auch eine Variante, genannt Fischsoljanka, mit Fisch statt mit Fleisch, vor allem mit Hering, Dorsch und Lachs, bekannt. Bis heute noch werden verschiedene Arten der Soljanka in den ostdeutschen Bundesländern zubereitet.